# Postzegelcode

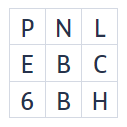
Voorbeeld van een postzegelcode

Een postzegelcode is een wijze van frankering in de vorm van een code van negen cijfers en letters die de consument online bij PostNL kan kopen en zelf op het poststuk dient te vermelden. Hij blijft vijf dagen geldig. Het systeem werd in 2013 ingevoerd.
Voor de postzegelcode worden negen cijfers of letters gebruikt. Voor internationale poststukken worden twaalf cijfers en letters gebruikt. Aanvankelijk was de postzegelcode duurder dan de postzegel. Dit omdat systemen moesten worden aangepast voor de code. Daarna kwam een tijd dat het gebruik van de postzegelcode goedkoper was dan de prijs van een postzegel. Later zijn de tarieven gelijkgetrokken.

## Beveiliging
Men zou eenvoudig een willekeurige code kunnen opschrijven. Omdat de code slechts vijf dagen geldig is is de kans dat men een werkelijk verkochte code raadt erg klein. Bij de sortering van de poststukken wordt bekeken of de gebruikte postzegelcode daadwerkelijk verkocht is geweest de afgelopen vijf dagen. Uitgaande van 26 letters en 9 cijfers (de nul wordt niet gebruikt om verwarring met de letter O te voorkomen) zijn er 35^9 (=78.815.638.671.875) mogelijkheden. Zelfs als voor alle poststukken een postzegelcode gebruikt zou worden is de kans ongeveer 1 op 2 miljoen dat een willekeurige postzegelcode in de afgelopen vijf dagen verkocht is.
Een en ander staat los van de eventuele noodzaak van maatregelen tegen het meermalen gebruiken van een code.